# Blocco del Canale d'Otranto
Il blocco del Canale d'Otranto fu lo sbarramento aeronavale predisposto dagli Alleati nel corso della prima guerra mondiale attraverso il Canale d'Otranto, tra Brindisi in Italia e il lato albanese dell'Adriatico, poco a nord di Corfù. Il blocco era mirato a impedire alla Marina imperiale austro-ungarica l'accesso al Mar Mediterraneo per minacciare le operazioni dell'Intesa e unirsi alla più debole, ma nonostante tutto minacciosa, Marina ottomana (Osmanlı Donanması).
Il blocco fu efficace nell'impedire alle navi di superficie austroungariche di uscire dall'Adriatico, ma ebbe pochi effetti sui sottomarini con base a Cattaro fino al 1918, quando venne completato uno sbarramento fisico con reti e boe dell'intero canale.

## Svolgimento delle operazioni
Nel suo punto più stretto il Canale di Otranto ha una larghezza di 70 km; il blocco che si voleva mettere in atto si avvaleva di una flotta di navi da pesca a strascico. Nel 1915, quando cominciò il blocco, ne vennero impiegate forse una ventina di pattuglia contemporaneamente, equipaggiate con "reti rivelatrici" d'acciaio destinate a intrappolare i sottomarini o perlomeno ad avvisare della loro presenza i vascelli di superficie. Le navi erano supportate da cacciatorpediniere e aerei. Comunque le esigenze di mezzi della campagna dei Dardanelli e di altre operazioni navali lasciarono il blocco di Otranto con risorse insufficienti a localizzare i sottomarini e nel periodo 1915-1917 solo un sottomarino, l'U-6, venne preso nelle reti.
Gli austroungarici organizzarono diverse operazioni notturne contro il blocco, cinque nel 1915, nove nel 1916 e dieci nel 1917. L'operazione principale avvenne nella notte del 14-15 maggio 1917 quando gli incrociatori SMS Novara, SMS Helgoland e SMS Saida, supportati dai cacciatorpediniere Csepel e Balaton e da tre sottomarini, al comando dell'ammiraglio Miklós Horthy affondarono tre navi da pesca. Al capitano Joseph Watt venne successivamente assegnata la Victoria Cross per aver difeso il suo peschereccio Gowanlea attaccato dal Novara. Gli incrociatori britannici Dartmouth e Bristol, insieme con i cacciatorpediniere italiani e francesi al comando del contrammiraglio Alfredo Acton, salparono da Brindisi per ingaggiare battaglia con gli austriaci, cominciando la battaglia del canale d'Otranto.
I britannici danneggiarono la Saida e misero fuori combattimento il Novara, ferendo gravemente Horthy. Comunque gli incrociatori britannici si disimpegnarono dal combattimento quando un ufficiale italiano segnalò l'uscita di pesanti forze austroungariche da Cattaro e il Saida trainò il Novara in porto. Il Darthmouth venne danneggiato da un sottomarino e tornò a Brindisi. La notte prima lo stesso sottomarino aveva deposto un campo minato allo sbocco del porto di Brindisi e il cacciatorpediniere francese Boutefeu urtò una mina mentre usciva del porto ed esplose, affondando con tutto l'equipaggio.
Nel 1917 e 1918 i rinforzi delle marine australiane e statunitensi portarono la forza di blocco a 35 cacciatorpediniere, 52 pescherecci e più di un centinaio di altri vascelli. Tuttavia i sottomarini continuarono a scivolare tra le maglie del blocco fino a quando nel 1918 venne finalmente completato uno sbarramento fisico con reti e boe dell'intero canale. Ciò indusse nel giugno 1918 Horthy, ormai comandante in capo della marina austroungarica, a lanciare un deciso attacco contro il blocco impiegando le quattro navi da battaglia della classe Viribus Unitis con base a Pola e a Fiume, le più moderne della flotta. All'alba del 10 giugno, mentre erano in rotta discendendo l'Adriatico, la Szent István venne silurata ed affondata da una torpediniera MAS italiana guidata da Luigi Rizzo al largo di Premuda; anche la corazzata gemella Tegetthoff venne colpita da un siluro lanciato dalla seconda torpediniera italiana e solo la mancata esplosione del siluro impedì agli austriaci di perdere una seconda corazzata. Dopo questo affondamento, vista la grave perdita subita e lo sfumare dell'effetto sorpresa, Horthy ordinò di ritornare alle basi di partenza.

### In lingua italiana
- Horthy, Nicola, Memorie. Una vita per l'Ungheria, Roma, Corso, 1956.
- Sokol, Hans, La guerra marittima dell'Austria-Ungheria 1914-1918. 4 voll., Gorizia, LEG, 2007. ISBN 978-88-6102-017-7

### In lingua inglese
- (EN) Paul G. Halpern, The Battle of the Otranto Straits (controlling the Gateway to the Adriatic in WW1), Bloomington and Indianapolis, Indiana University Press, 2004, ISBN 0-253-34379-8.

### In lingua ungherese
- Csonkaréti Károly, Horthy a tengerész. Budapest, Zrínyi, 1993. ISBN 963-327-198-3
- Csonkaréti Károly, Az Osztrák-Magyar Monarchia haditengerészete: 1867–1918. Budapest, Kossuth, 2001. ISBN 963-09-4244-5
- Gasparovich László, Csata az Adrián. Budapest, Gemini, 1998. ISBN 978-963-8168-34-4